# Stenalcidia quisquilaria
Stenalcidia quisquilaria är en fjärilsart som beskrevs av Achille Guenée 1858. Stenalcidia quisquilaria ingår i släktet Stenalcidia och familjen mätare. Inga underarter finns listade i Catalogue of Life.